# Pablo Pantoja
Pablo Pantoja (* 23. September 1996 in Jaca) ist ein spanischer Eishockeyspieler, der 2017 erneut beim CH Jaca unter Vertrag steht und in der spanischen Superliga spielt.

## Karriere
Pablo Pantoja begann seine Karriere als Eishockeyspieler in der Jugendabteilung des CH Jaca aus seiner aragonischen Geburtsstadt, für dessen erste Mannschaft er in der Saison 2012/13 sein Debüt in der Spanischen Superliga gab. Mit Jaca wurde er in seinem Rookiejahr auf Anhieb Pokalsieger. 2015 und 2016 gewann er mit seinem Klub den spanischen Meistertitel. Nachdem er die Spielzeit 2016/17 bei Yellowstone Quake in der dritten Division der North American Hockey League verbracht hatte, kehrte er nach Jaca zurück und wurde mit dem Club 2023 erneut Meister und Pokalsieger.

### International
Für Spanien nahm Pantoja im Juniorenbereich an den U18-Junioren-Weltmeisterschaften der Division II 2013 und 2014 sowie den U20-Junioren-Weltmeisterschaften der Division II 2014, 2015 und 2016, als er zum besten Stürmer des Turniers und besten Spieler seiner Mannschaft gewählt wurde, teil.
Im Seniorenbereich stand Pantoja erstmals bei der Weltmeisterschaft 2016 der Division II im Aufgebot seines Landes. Dabei verpassten die Spanier den Aufstieg in die Division I nur knapp, als sie nach einer 2:0-Führung nach zwei Dritteln erst in der Verlängerung eine 2:3-Niederlage gegen den späteren Aufsteiger aus den Niederlanden hinnehmen mussten. Auch 2017 und 2019 spielte er für die Iberer in der Division II.

## Erfolge und Auszeichnungen
- 2012 Spanischer Pokalsieger mit dem CH Jaca
- 2015 Spanischer Meister mit dem CH Jaca
- 2016 Spanischer Meister mit dem CH Jaca
- 2016 Bester Stürmer bei der U20-Weltmeisterschaft der Division II, Gruppe B
- 2023 Spanischer Meister und Pokalsieger mit dem CH Jaca